# 歌革和瑪各

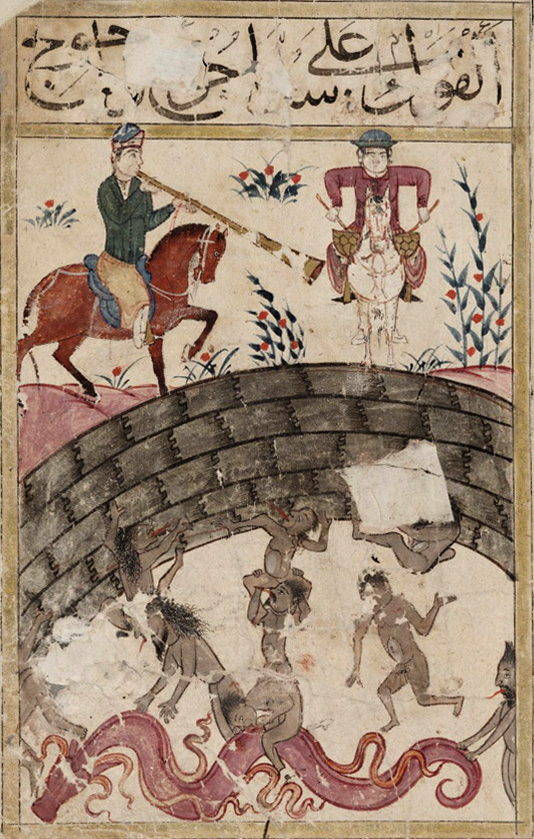
14或15世纪阿拉伯语《奇迹之书》抄本上绘制的歌革和玛各之墙

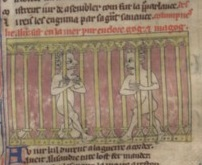
肯特的托马斯所著的亞歷山大大帝傳奇《骑士道传奇》（Roman de toute chevalerie）插本中的插图，描绘亚历山大用柱子将歌革和玛各之墙囚禁于海中

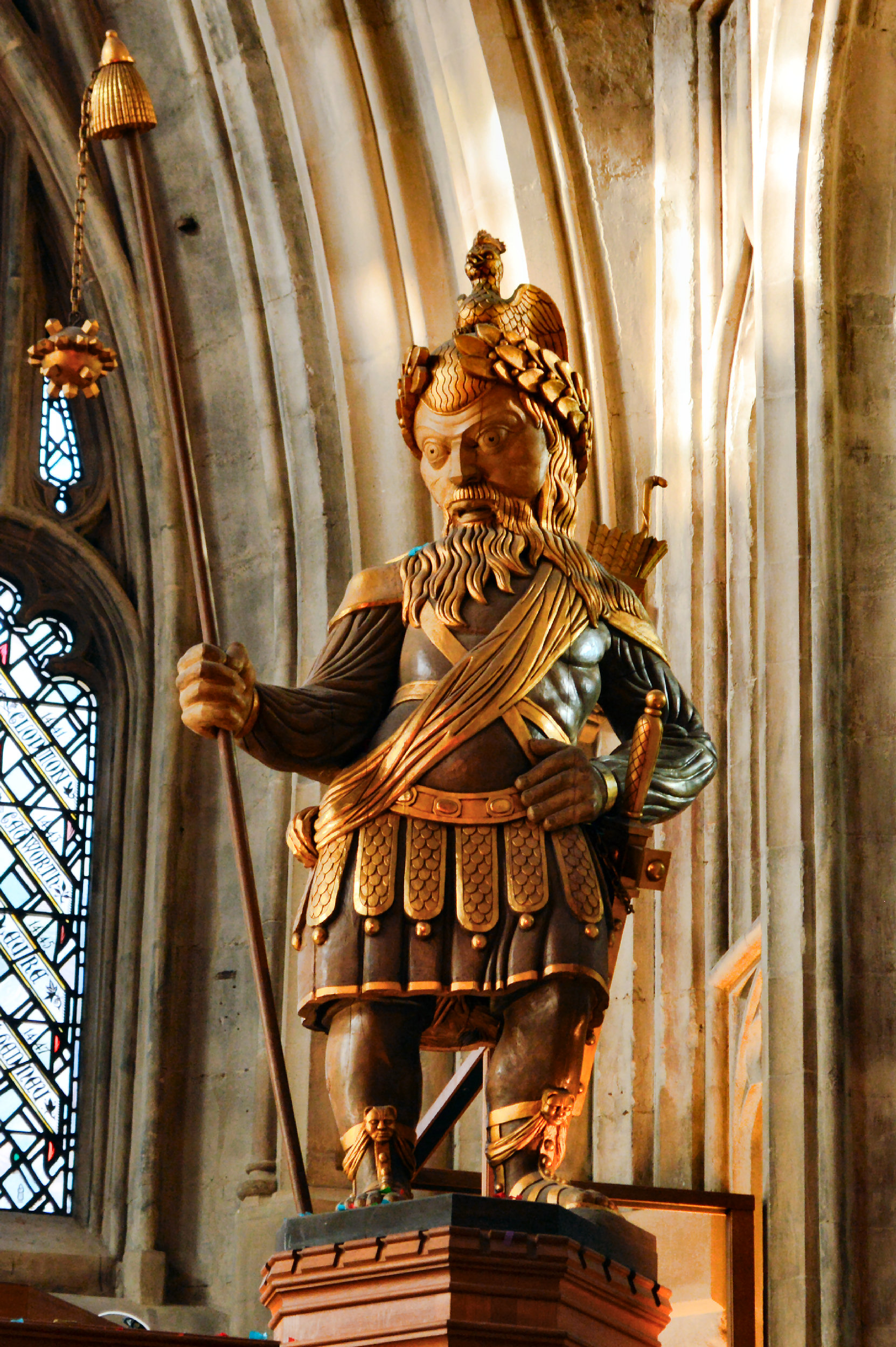
伦敦市政厅的玛各雕像

歌革和瑪各（希伯來語：גּוֹג וּמָגוֹג）是出現在《聖經》的〈創世記〉、〈以西結書〉、〈啟示錄〉、以及《古蘭經》中的詞彙，一般認為是末世時出現的邪惡勢力。由於經文並未詳細介紹他們，因此在後人詮釋中他們有不同的形象，例如人、超自然生物（巨人或惡魔）、民族團體、或土地。歌革和瑪各廣泛存在於各文化的神話和民俗中。
有關歌革和瑪各的預言一般認為是會在時間終結時實現，但不一定是指世界的結束。犹太教末世论認為歌革和瑪各是彌賽亞的敵人，會被彌賽亞打敗，這也會開始彌賽亞的時代。基督教的觀點寫在《启示录》中，認為是歌革和瑪各是撒旦的手下，在千禧年最後要反抗神「那一千年完了，撒但必從監牢裡被釋放。出來要迷惑地上四方（原文是角）的列國，就是歌革和瑪各，叫他們聚集爭戰。他們的人數多如海沙。」。
也有有關歌革和瑪各的傳說，大概是在罗马治世時開始出現的，是指在亞歷山大之門以外的人。羅馬時期的猶太史學家弗拉維奧·約瑟夫斯認為他們是在《創世記》中記載，挪亞的孫子、雅弗的兒子瑪各（Magog）的後代，並且解釋成是斯基泰人(Scythian)。在早期基督教作者的筆下，歌革和瑪各是帶來世界末日的一大群人，在中古時期認為是匈人、可萨人、蒙古族或是其他欧亚游牧民，甚至可能是以色列人中失蹤的十個支派。
歌革和瑪各及亞歷山大之門的傳說後來也在亞歷山大大帝傳奇中出現。在其中一個版本中，歌革和瑪各是不潔淨國家的國王，因為亞歷山大大帝的新城牆而無法再進入歐洲。在傳奇小說及衍生文學中，歌革和瑪各會食人。在中古時代的世界地圖中，有時也會出現歌革和瑪各。